# ده گردو (ممسنی، شمال)
ده گردو یک روستا در ایران است که در دهستان جوزار شهرستان ممسنی واقع شده‌است. ده گردو ۳۴۹ نفر جمعیت دارد.